# Звезда (Брасовский район)
Звезда — посёлок в Брасовском районе Брянской области, в составе Сныткинского сельского поселения. 
 Расположен в 1,5 км к юго-востоку от деревни Осотское. Постоянное население с 2007 года отсутствует.

## История
Основан около 1930 года. До 1961 года входил в Кропотовский сельсовет.
| Годы      | 1979 | 1989 | 2002 | 2010 |
| --------- | ---- | ---- | ---- | ---- |
| Население | 37   | 16   | 6    | 0    |